# Vanessa Eckart
Vanessa Eckart (* 24. August 1987 in München) ist eine deutsche Schauspielerin und Synchronsprecherin.

## Leben

### Ausbildung
Vanessa Eckart erhielt ab 2012 eine Schauspielausbildung an der Schauspielschule Schauspiel München bei Silvia Andersen und Werner Eggenhofer, die Ausbildung schloss sie 2015 mit Diplom ab. Einen Synchronworkshop absolvierte sie 2013 bei Marika von Radvanyi. Method Acting erlernte sie 2012/13 bei Herbert Fischer, die Schauspieltechnik nach Michael Tschechow 2014/15 bei Mario Anderson. Während dieser Zeit spielte sie unter anderem am Torturmtheater Sommerhausen in Tür auf, Tür zu  und Der Hässliche unter der Regie von Ercan Karacayli. 2015 wurde sie mit dem Lore-Bronner-Preis ausgezeichnet.

### Theater
Seit 2016 ist sie am Metropoltheater in München engagiert, wo sie unter der Regie von Jochen Schölch, Philipp Moschitz, Ulrike Arnold und Miguel Abrantes Ostrowski unter anderem in der Titelrolle von Alice, als Lore/Laura in Betrunkene, in Das Ende des Regens als Gabrielle York, in Wie im Himmel als Lena, in Die letzte Karawanserei als Tamara/Azadeh sowie in Habe die Ehre auf der Bühne stand. Gil Mehmerts Inszenierung der Komödie Ach, diese Lücke, diese entsetzliche Lücke nach Joachim Meyerhoff am Metropoltheater wurde 2019 mit dem Monica-Bleibtreu-Preis ausgezeichnet. Anfang 2020 wirkte sie am Metropoltheater in Die Wiedervereinigung der beiden Koreas von Joël Pommerat mit. Im Juli 2021 feierte sie am Metropoltheater im dystopischen Stück (R)Evolution von Yael Ronen und Dimitrij Schaad als Lana Premiere.

### Film und Fernsehen
Im Fernsehen war sie 2016 in der Folge Falling Down der ZDF-Serie SOKO München in der Rolle der Miriam Bothe zu sehen. 2017 spielte sie im Fernsehfilm Inga Lindström – Entscheidung für die Liebe die Rolle der Susan.
Im Juli 2019 wurde bekannt, dass sie ab 2020 die Rolle der aus Bielefeld kommenden Kriminalhauptkommissarin Eva Winter in der ZDF-Fernsehserie Die Rosenheim-Cops als zweite Ermittlerin nach Kriminalhauptkommissarin Verena Danner, dargestellt von Katharina Abt, übernehmen soll. Zuvor hatte sie 2018 in der Episode Habe die Ehre der Serie eine Nebenrolle als Susie Brandauer. Ab der Folge Ihr erster Fall der 19. Staffel war sie Teil des Ermittlerteams. Im April 2021 wurde ihr Ausstieg aus der Serie mit Ende der 20. Staffel bekannt. Sie erscheint aber noch in den ersten sieben Folgen der 21. Staffel, da diese nicht neu gedreht wurden, hier wurden übriggebliebene Szenen verwendet.
In der im August 2021 erstmals ausgestrahlten Folge Gespenster der ARD-Serie In aller Freundschaft hatte sie eine Episodenhauptrolle als Patientin Marita Wolff, die in der Psychiatrie wegen einer depressiven Angststörung behandelt wird. In der Sat.1-Serie Das Küstenrevier spielte sie 2023 an der Seite von Till Demtrøder als dessen Filmtochter Kriminalkommissarin Hanna Stein die weibliche Hauptrolle.
In der fünften Staffel der ARD-Serie Watzmann ermittelt übernahm sie die Rolle der Johanna Beissl, die in den ersten vier Staffeln von Ines Lutz verkörpert wurde.

### Synchronsprecherin
Als Synchronsprecherin sprach sie Rollen in Serien wie One Piece und synchronisierte sie Schauspielerinnen wie Iina Kuustonen als Nina Kautsalo in Arctic Circle – Der unsichtbare Tod,  Léa Seydoux in Zoe sowie Lucie Boujenah in Vorhang auf für Cyrano und Caren Pistorius in Unhinged – Außer Kontrolle.

## Filmografie (Auswahl)

### Als Schauspielerin
- 2016: SOKO München – Falling Down
- 2017: Len (Kurzfilm)
- 2018: Inga Lindström – Entscheidung für die Liebe
- 2018: Aussichten (Kurzfilm)
- 2018: Die Rosenheim-Cops – Habe die Ehre
- 2019: Abbruch (Kurzfilm)
- 2020–2021: Die Rosenheim-Cops (Fernsehserie), als Eva Winter
- 2020: Über Land – Kleine Fälle
- 2021: In aller Freundschaft: Gespenster
- 2022: Unter der Welle (Kurzfilm)
- 2022: SOKO Linz – Die Unsichtbaren (Fernsehserie)
- 2022: Die Glücksspieler (Fernsehserie)
- 2022: Laim: Laim und das Hasenherz (Fernsehreihe)
- 2023: SOKO Stuttgart: Bikefoodys (Fernsehserie)
- 2024: Das Küstenrevier (Fernsehserie)
- 2025: Watzmann ermittelt (Fernsehserie)

### Als Synchronsprecherin
- 2018: Your Name. – Gestern, heute und für immer als Futaba Miyamizu
- 2018: One Piece als Baby 5
- 2018: Zoe – Léa Seydoux als Zoe
- 2019: Arctic Circle – Der unsichtbare Tod – Iina Kuustonen als Nina Kautsalo
- 2019: Vorhang auf für Cyrano – Lucie Boujenah als Jeanne
- 2019: Jean Seberg – Against all Enemies – Kristen Stewart als Jean Seberg
- 2020: Unhinged – Außer Kontrolle – Caren Pistorius als Rachel
- 2024: Sailor Moon Cosmos – Yōko Hikasa als Sailor Lead Crow

## Hörbücher
- 2018: Zeit der Apfelrosen von Gabriella Engelmann, audio media verlag, Leipzig/Frankfurt am Main 2018
- 2018: Dafür ist man nie zu alt von Gabriella Engelmann, audio media verlag, Leipzig/Frankfurt am Main 2018

## Auszeichnungen
- 2015: Lore-Bronner-Preis[4]
- 2020: Bayerischer Kunstförderpreis in der Sparte „Darstellende Kunst“[22]